# Sosthène Patissier
Sosthène Patissier, né le 4 février 1827 à Besson (Allier) et mort le 24 septembre 1910 à Souvigny (Allier), est un homme politique français.

## Biographie

### Famille
Sosthène Patissier appartient à la bourgeoisie du Bourbonnais. Son grand-père Jean Patissier est maire de Besson et achète en 1797 le château de Chéry, à Souvigny, vendu comme bien national ; son père, prénommé aussi Jean, est également maire de Besson. Sosthène Patissier épouse en 1855 Thérèse Bardoux (1835-1930), fille de Jean François Bardoux, vice-président du tribunal civil de Moulins.

### Carrière politique
Avocat à Moulins en 1852, bâtonnier en 1862, 63, 67 et 68, conseiller municipal à Moulins entre 1867 et 1871, puis conseiller général du canton de Souvigny de 1871 à 1898, il est député de l'Allier de 1871 à 1881, siégeant au centre gauche. Il est l'un des 363 qui refusent la confiance au gouvernement de Broglie, le 16 mai 1877 et est réélu. Cependant, désavoué par ses électeurs durant une réunion publique préparatoire, il ne se représente pas en 1881 aux élections législatives, mais il est de 1883 à 1898 vice-président du conseil général de l'Allier. Il est aussi conseiller municipal de Souvigny entre 1873 et 1890.

## Décoration
- Chevalier de la Légion d'honneur (6 janvier 1890)